# Ærkeenglen Uriel
Ærkeenglen Uriel er en af ærkeenglene af post-eksilistisk rabbinske tradition, og også i visse kristne traditioner.
I apokryf, kabbalistiske og okkulte værker er Uriel blevet sidestillet eller forveksles med Urial, Nuriel , Uryan, Jeremiel, Vretil, Sariel, Suriel, Puruel, Fanuel, Jacob, Azrael og Raphael.